# عبله، اعزاز
عبله (به عربی: عبلة) یک روستا در سوریه است که در ناحیه اخترین واقع شده‌است. عبله ۵۱۷ نفر جمعیت دارد.